# Jezioro Księże (Puszcza Notecka)
Jezioro Księże – jezioro w województwie wielkopolskim, w powiecie czarnkowsko-trzcianeckim, w gminie Wieleń, leżące na terenie Puszczy Noteckiej w pobliżu Miałów (na wschód). Jezioro jest częścią łańcucha jezior mialskich.
Akwen ma wymiary około 300 x 300 metrów, powierzchnię około 8 hektarów, maksymalną głębokość półtora metra i leży na wysokości 51 m n.p.m. Przepływa przezeń rzeka Miała. 
Jest to płytkie jezioro eutroficzne z szerokimi strefami szuwarowymi w otoczeniu łęgów olszowych. Znajduje się na Obszarze Natura 2000 "Dolina Miały".